# Суховерхово (Брянская область)
Суховерхово — деревня в Стародубском муниципальном округе Брянской области.

## География
Находится в южной части Брянской области на расстоянии приблизительно 9 км на восток-северо-восток от районного центра города Стародуб.

## История
Упоминалась с первой половины XVIII века. До 1751 года принадлежала стародубскому магистрату, позднее во владении П. Валькевича и его потомков. До 1781 входила во 2-ю полковую сотню Стародубского полка. В 1859 году здесь (деревня Стародубского уезда Черниговской губернии) было учтено 14 дворов, в 1892—52. До 2020 года входила в состав Меленского сельского поселения Стародубского района до их упразднения.

## Население
Численность населения: 235 человек (1859 год), 393 (1892), 87 человек в 2002 году (русские 94 %), 83 в 2010.